# 橋本竜
橋本竜（はしもと りょう、1977年（昭和52年）8月24日 - ）は、日本の実業家、コンテンツプロデューサー。

## 来歴
テレビ、インターネット等のメディアから「美人時計」が注目され、温泉をモチーフにした地方活性クロスメディアプロジェクト「温泉むすめ」のプロデューサーを務めている。

### 略歴
- 1977年（昭和52年）8月 - 福島県郡山市に生まれる[1]
- 2009年（平成21年）5月 - ㈱美人時計、取締役に就任
- 2010年（平成22年）4月 - ㈱美人時計、取締役を退任
- 2016年（平成28年）8月 - ㈱イデアを創業、代表取締役に就任
- 2016年（平成28年）9月 - ㈱エンバウンドを創業
- 2017年（平成29年）7月 - ㈱エンバウンド、代表取締役に就任
- 2021年（令和3年）6月 - ㈱ルーラを設立、代表取締役に就任

## 共著
- 世界が恋した美人時計 大ヒットサービスが生まれたヒミツ（田中慎也監修、中屋優大共著、サンクチュアリ出版、2011年4月15日）